# Bischofshofen
Bischofshofen es una localidad del distrito de Sankt Johann im Pongau, en el estado de Salzburgo, Austria, con una población estimada a principio del año 2018 de 10 540 habitantes. Su estación de esquí forma parte del Torneo de los Cuatro Trampolines.
Se encuentra ubicada en el centro del estado, al sur de la ciudad de Salzburgo —la capital del estado— y al norte de la frontera con el estado de Carintia.